# Episodi di Millennium (seconda stagione)
La seconda stagione della serie televisiva Millennium è stata trasmessa negli Stati Uniti dal 19 settembre 1997 al 15 maggio 1998 su Fox.
In Italia la stagione è andata in onda su Italia 1 divisa in due parti: la prima dal 14 giugno al 3 settembre 1999 e la seconda dal 16 ottobre al 24 ottobre 2002 in orario notturno.
| nº | Titolo originale              | Titolo italiano               | Prima TV USA      | Prima TV Italia   |
| -- | ----------------------------- | ----------------------------- | ----------------- | ----------------- |
| 1  | The Beginning and the End     | Il principio e la fine        | 19 settembre 1997 | 14 giugno 1999    |
| 2  | Beware of the Dog             | Il vecchio saggio             | 26 settembre 1997 | 21 giugno 1999    |
| 3  | Sense and Antisense           | Follia genetica               | 3 ottobre 1997    | 28 giugno 1999    |
| 4  | Monster                       | Il mostro                     | 17 ottobre 1997   | 5 luglio 1999     |
| 5  | A Single Blade of Grass       | La profezia indiana           | 24 ottobre 1997   | 12 luglio 1999    |
| 6  | The Curse of Frank Black      | La maledizione di Frank Black | 31 ottobre 1997   | 19 luglio 1999    |
| 7  | 19:19                         | Il tornado                    | 7 novembre 1997   | 26 luglio 1999    |
| 8  | The Hand of Saint Sebastian   | La mano di San Sebastiano     | 14 novembre 1997  | 2 agosto 1999     |
| 9  | Jose Chung's Doomsday Defense | La setta fondamentalista      | 21 novembre 1997  | 9 agosto 1999     |
| 10 | Midnight of the Century       | La mezzanotte del secolo      | 19 dicembre 1997  | 16 agosto 1999    |
| 11 | Goodbye, Charlie              | Delitti a catena              | 9 gennaio 1998    | 23 agosto 1999    |
| 12 | Luminary                      | Destinazione Alaska           | 23 gennaio 1998   | 30 agosto 1999    |
| 13 | The Mikado                    | Il killer di internet         | 6 febbraio 1998   | 31 agosto 1999    |
| 14 | The Pest House                | Il lazzaretto                 | 27 febbraio 1998  | 1º settembre 1999 |
| 15 | Owls                          | I gufi e i galli              | 6 marzo 1998      | 2 settembre 1999  |
| 16 | Roosters                      | La sacra croce                | 13 marzo 1998     | 3 settembre 1999  |
| 17 | Siren                         | La voce nel mare              | 20 marzo 1998     | 16 ottobre 2002   |
| 18 | In Arcadia Ego                | Il padre sconosciuto          | 3 aprile 1998     | 17 ottobre 2002   |
| 19 | Anamnesis                     | Anamnesi                      | 17 aprile 1998    | 18 ottobre 2002   |
| 20 | A Room With No View           | La canzone del diavolo        | 24 aprile 1998    | 19 ottobre 2002   |
| 21 | Somehow, Satan Got Behind Me  | I diversi volti di Satana     | 1º maggio 1998    | 22 ottobre 2002   |
| 22 | The Fourth Horseman           | Il virus letale               | 8 maggio 1998     | 23 ottobre 2002   |
| 23 | The Time Is Now               | Il giudizio è alle porte      | 15 maggio 1998    | 24 ottobre 2002   |